# 暖炉の少女
「暖炉の少女」（だんろのしょうじょ、原題: The Girl in the Fireplace）は、イギリスのSFテレビドラマ『ドクター・フー』シリーズ2第4話。2006年5月6日にBBC Oneで初めて放送された。脚本はスティーヴン・モファット、監督はユーロス・リンが担当し、小説『きみがぼくを見つけた日』から着想を得ている。
舞台は18世紀のフランスであり、51世紀の修理ドロイドが時間の窓を開けて、ポンパドゥール夫人の人生を追跡する。ドロイドたちはポンパドゥール夫人の脳が宇宙船に適合すると信じており、脳を摘出して宇宙船の部品に置き換えようとする。
エグゼクティブ・プロデューサーのラッセル・T・デイヴィスはドラマ『カサノバ』の研究中にアイディアを思いつき、主人公10代目ドクターのラブストーリーとして本エピソードを製作した。本作は2005年にイングランドとウェールズで撮影が行われた。大半の批評家に肯定的に受け入れられ、2007年ヒューゴー賞映像部門短編部門を受賞した。

## 制作

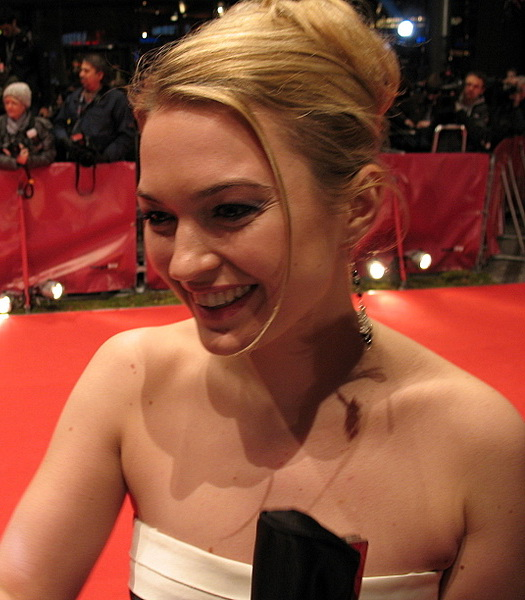
ポンパドゥール夫人を演じたソフィア・マイルズ

### 脚本と登場人物
『ドクター・フー』のエグゼクティブ・プロデューサーラッセル・T・デイヴィスは 2004年には18世紀を舞台とした『カサノバ』の仕事をしていた。この仕事中に彼はポンパドゥール夫人に強い関心を抱き、後にでっち上げだと判明した同時代のチェスを打つ機械仕掛けの男トルコ人を交えたエピソードにポンパドゥール夫人を加えた話を作ろうとした。ソフィア・マイルズは Doctor Who Confidential のインタビューで、オーディションなしでオファーを受けたと語った。
『インデペンデント』紙のインタビューにおいて、デイヴィスは「このエピソードはドクターのラブストーリーだ。非常に控えめで、とても美しく進行するが、しかしそれでもこれはタイムロードの恋と、他の人間と恋に落ちたタイムロードに対するローズの反応を描いた話なんだ。」とコメントした。エピソードの構造は小説のものとは異なるものの、モファットはオードリー・ニッフェネガーの小説『きみがぼくを見つけた日』にインスパイアされた。
「暖炉の少女」は前話「同窓会」の直後に続いているように見える。DVDオーディオコメンタリーによると、モファットは「暖炉の少女」を執筆した際に「同窓会」の結末を読んでおらず、それゆえミッキー・スミスがターディスに乗船したことへローズ・タイラーが嫌悪感を示していない。ドクターの精神を読んだ後レネットは「ドクターなに？」(Doctor who?) と口にしており、これはシリーズのタイトルと、ドクターの本名に迫る長きに亘る謎の両方を反映している。また、彼女は「心に大きな秘密が」("more than just a secret") と口にしたが、さらなる詮索には及んでいない。ドクターの名前には怖ろしい秘密があるため最も親しいコンパニオンにも名前を告げることはない、とモファットは信じてこの会話を脚本に追加した。また、デイヴィスからの依頼がなかったため、モファットは本作の脚本にトーチウッドという単語を登場させなかった。

### 撮影
本作には馬が2頭登場した。1頭は宇宙船の四分の一近いシーンで使われ、もう1頭は時間の窓を破る際に使用された。Doctor Who Confidential によると、クライマックスのシーンで舞踏室に入る許可が下りなかった。このため鏡を破るドクター、馬、破損する鏡、舞踏室で反応するエキストラは個別に撮影され、クロマキーで合成された。テナントの頭はポストプロダクションの過程でスタントマンの頭に合成された。当初スタッフは特殊効果の使用を検討したが、予算がかさむため却下された。

## 放送と評価
「暖炉の少女」はイギリスではBBC Oneで2006年5月6日に初放送された。本作の脚本は2006年ネビュラ賞にノミネートされ、2007年ヒューゴー賞映像部門短編部門を受賞した。
日本では2007年1月2日の放送は休止され、1月9日にNHK BS2で初めて放送された。地上波での日本放送はNHK教育で2007年12月25日に行われた。2011年3月26日には LaLa TV で放送された。

## 評価
IGNでアフサン・ハクはテナントやマイルズの演技とエピソードのテンポを称賛し、ストーリーに関しては非常に感動的であると評価した。彼は「時代考証にもう少し注意を払えば、このエピソードはシリーズの最大の瞬間の1つと見なされただろう」と綴った。具体的にはなぜドクターがターディスを使ってポンパドゥール夫人が亡くなる前に訪ねることができなかったのか、脚本家がもっと正確に説明していればこのエピソードはもっとうまくいっていただろうと書いている。。『メトロ』紙は修理ドロイドを最も思い出深い悪役の1つと述べ、『ガーディアン』紙のダニエル・マーティンは「暖炉の少女」をデイヴィスの時代のエピソードでは最も絶賛されたエピソードの1つとした。
『スラントマガジン』のロス・ルーディガーは本作を『ドクター・フー』シリーズ2で最大の成果かもしれないと綴った。ルーディガーは本作を「古いシリーズの旗印の下では決してあり得なかったような」話だと考え、「新たな千年紀のためのエピソード」と呼んだ。また、彼は本作を非常に考えさせる作品であると論評し、「平均的な視聴者の脳に負荷がかかりすぎるため毎週放送することはできない」とまで絶賛した。IGNのマット・ウェールズは「暖炉の少女」をテナントの『ドクター・フー』のストーリーで第3位にランク付けし、『ドクター・フー』の最も感動的な冒険と呼んだ。
ところが、批評家全員が肯定的というわけではない。ロバート・スミスはドクターとレネットの関係に批判的であり、「ローズが完全に脇に置かれ、ドクターとレネットについての彼女の感情が全く扱われていない」と述べ、犯罪的とまで形容した。